# Мысовая улица (Екатеринбург)
Мысова́я у́лица (также Мыс) — исчезнувшая улица в жилом районе «Центральный» Ленинского административного района Екатеринбурга.

## История
Улица проходила с севера на юг в районе излучины реки Исеть к северу от того места, где улица Куйбышева пересекает реку Исеть (на левом берегу). В прошлом здесь располагалось устье реки  Малаховки. Улица находилась на выступе-мысу, между берегом Исети и современной улицей Горького; расположение на мысе и дало улице её название. Застройка по Мысовой улице стала формироваться в конце XVIII века, тогда улица находилась на юго-восточной окраине Екатеринбурга, рядом с южным земляным валом Екатеринбургской крепости. Трассировка Мысовой улицы отмечена на планах города 1785, 1804 и 1810 годов, на более поздних планах улица уже не фиксируется как самостоятельное образование.